# ジョビジョバ
ジョビジョバ（JOVIJOVA）は、日本のコントユニット。

## 概要
明治大学の映画・演劇サークル「騒動舎」のメンバー6人で結成される。学生当時に大学ホールで当時動員記録を塗替え、卒業後本格的に演劇ユニットとして活動開始。
当初はコメディ戯曲の上演も行っていたが、1998年の『SUMMER TOUR』以降はコントライブメインの活動となり、メインのテレビ番組も持つようになるが、2002年12月に活動停止。
2014年4月25日～5月6日に約12年ぶりの復活となる、「U-1グランプリ case05 『ジョビジョバ』 」が上演された。
2016年12月23日 リーダー マギーのトークライブにて、後日Twitter及びブログ「独り猿雑記」にて 再起動のアナウンスがあり、2017年のGWにライブが行われる事が発表された。
2017年5月3日〜5月7日「Keep on Monkeys」で”惑星直列的再起動”され、今後も活動継続することを宣言している。

## メンバー
石倉力
1973年11月12日（51歳）愛媛県出身
メンバー最年少で弄られ役。引退後、マネージャー、ニート、派遣登録の後に現在ゲームディレクター。マギーいわく「不器用な役者」改め（活動停止を経て）「面白い素人」。
木下明水
1971年9月26日（53歳）熊本県出身
タイツ芸や一人芝居を行っていた。活動停止後、タレントのほか構成作家、ラジオパーソナリティをしていたが現在は実家の住職として勤めている。
坂田聡
1971年12月12日（53歳）福岡県出身
ギャグのほか全体的にツッコミ役もこなす。グループ停止中は俳優として活動。映画『アウトレイジ』出演で一躍名を挙げた。
長谷川朝晴
1972年3月19日（53歳）千葉県出身
コメディー形式ではメイン、主役的回りを担当する。当時からテレビドラマや映画、舞台でも準主役やヒロインの相手役等の脇役として活躍。プログラムでは音楽について語っていた。
マギー
1972年5月12日（53歳）兵庫県出身
リーダー。仕切りなども担当。構成・演出も手掛ける。グループ停止中は脚本家、俳優、バラエティタレントとして活動。
六角慎司
1972年6月27日（53歳）東京都出身
アゴがしゃくれて猪木担当とも言われていた。その他自身が描いた絵を披露。グループ停止中は性格俳優として活動。マギーいわく「彼の良さは俺にもまだわからない」。

## 出演
個人での出演はそれぞれの項目参照。

### テレビ

#### バラエティ
- 新品部隊（1995年10月 - 1996年3月、フジテレビ）
- さるしばい（1998年4月 - 9月、フジテレビ）
- ロクタロー（1998年10月 - 1999年3月、フジテレビ）
- 銀河鉄道な夜（1998年11月3日 - 12月22日、日本テレビ）
- 美女ジョバ（1999年4月 - 9月、フジテレビ）
- ジョビれば?（1999年10月 - 2000年3月、フジテレビ）
- 魔がサスペンス劇場（2000年4月15日 - 9月23日、フジテレビ）
- エブナイ（2000年10月 - 2002年3月、フジテレビ）火曜レギュラー
- グッジョブ!（2000年10月21日 - 2001年3月24日、フジテレビ）
- 胸さわぎの土曜日（2001年4月14日 - 9月29日までフジテレビ）
- 熱血!サンタマリア（2002年7月13日 - 9月28日、フジテレビ）

#### 特別番組
- オールスター感謝祭（2000年4月1日・10月7日・2001年3月31日・10月6日・2002年3月30日・9月28日、TBS）
- 新春スターかくし芸大会（2001年、フジテレビ）
- ネプ&ローラの爆笑まとめ!（2017年、TBS）[4]

#### テレビドラマ
- ラブ・レボリューション　（2001年4月9日 - 6月25日、フジテレビ）劇団「惑星ケノン」団員役

### 舞台
- ふりむけばじょびじょば（旗揚げ公演）（1992年　明治大学551ホール）
- ジョビジョバ大作戦（1993年　明治大学551ホール）
- ジョビジョバ大旋風（1993年　明治大学551ホール）
- ザ・芝居（1993年 下北沢東円パラータ）
- ジョビジョバ大丈夫？（1994年 池袋小劇場）
- 限定131（1994年　新井薬師ウエストエンドスタジオ）
- ジョビジョバ大憲章（1994年 高円寺明石スタジオ）
- ジョビジョバ大ピンチ（1995年 下北沢駅前劇場）※映画「スペーストラベラーズ」の原作。
- 坂田マギー石倉（1995年 下北沢駅前劇場）※6人ではなく、木下、長谷川が就活、六角が教職を目指し教育実習をする中、坂田、マギー、石倉で実験的に行われた公演。
- ジョビジョバ大花火（1995年　浅草フランス座）
- ジョビジョバ大宇宙戦争（1996年 下北沢駅前劇場）
- ジョビジョバ大全集（1996年　明治大学学園祭 和泉祭 2号館6番教室）
- モノレールに乗って（1996年  天王洲アイルスフィアミックス）
- ジョビジョバ'97（1997年　下北沢ザ・スズナリ）
- 黄金猿～マシラ～（1997年　下北沢ザ・スズナリ）
- 黄金王（1997年　下北沢本多劇場）
- 高校生のためのジョビジョバ大全集（1997年　市川市文化会館）
- 黄金の六人（1997年　下北沢駅前劇場）
- SUMMER TOUR（1998年　天王洲アイルスフィアミックス）
- MONKEY MIND（1999年　東京芸術劇場小ホール）
- MONKEY CIRCLE（2000年　青山円形劇場）
- HEAVY SMOKE MONKEYS（2001年　Zepp Tokyo）
- jovijova1stCollection（2002年 渋谷ON AIR EAST）
- SIMPLE SOUL（2002年　前進座劇場（活動停止前最後の舞台））
- U1グランプリ case05 【ジョビジョバ】(2014年 赤坂レッドシアター)(マギーと福田雄一の主宰するU1グランプリにて期間限定再結成として催された)
- JOVIJOVA LIVE Keep On Monkeys（2017年　品川プリンスホテルクラブex)
- Keep On Talking（2018年　品川プリンスホテルクラブex)
- JOVIJOVA LIVE LET'S GO SIX MONKEYS(2019年 品川プリンスホテルクラブex)
- ジョビジョバコントライブ「One Night Monkeys vol.1」(2020年 山野ホール)
- JOVIJOVA LIVE ZEROーnaked monkeys (2022年 新宿シアタートップス)
- KEEP ON TALKING! ZERO (2022年 新宿シアタートップス)
- ジョビジョバ 夏のコント祭りin浅草「シン・ロクタロー」真っ赤なリクエスト祭り/真っ白なマニアック祭り(2024年 雷5656会館 ときわホール)

### 映画
- アドレナリンドライブ
- スペーストラベラーズ　※原作「ジョビジョバ大ピンチ」
- LOVE SONG
- ショコキ!（2001年） ‐ ジョビジョバ（本人役） 役

### オリジナルビデオ
- ジョビジョバ・イン・トラッパー 黄金的六人（2000年） ‐ ジョビジョバ（本人役） 役

### ラジオ
- ジョビジョバのLIPS PARTY 21.jp

### CM
- 明治製菓 カールスティック

## DVD
- ロクタロー（赤盤・白盤）
- さるしばい（若草・山吹・檸檬）
- 魔がサスペンス劇場（上・下巻）
- ジョビジョバのバ
- JOVIJOVA 1stCollection

## CD

### シングル
- 「ボンゴレオ」（2000年）
- 「しあわせの勝ち組」（2001年）

### アルバム
- 「J・SIX・BABYS」

## 備考
- 6人とも愛煙家。「HEAVY SMOKE MONKEYS」のタイトルの由来はそこから来ている。
- 仲は良く、後にマギーが福田雄一とやっているユニット、U-1グランプリに引退した木下、石倉を除く全員が参加している。
- マギーが不定期で開催しているイベント「マギーのひっそり猿ホザキ」にもメンバーがゲスト参加している（木下、石倉は電話で出演）